# ESuperliga

eSuperliga er en dansk FIFA-turnering, hvor de bedste FIFA-spillere i Danmark dyster om titlen som eSuperliga-mester. Turneringen er et samarbejde mellem DreamHack Sports Games, Divisionsforeningen og Discovery Networks.
Turneringen er en del af The Official League Qualifying events i EA SPORTS FIFA Global Series.

## Historie
Turneringen blev annonceret den 9. oktober 2018 som et samarbejde mellem DreamHack, Divisionsforeningen og Discovery Networks. Alle Superligaklubber i 2018-19-sæsonen (med undtagelse af FC Nordsjælland) samt 1. divisionsklubberne FC Helsingør, Lyngby Boldklub og Silkeborg IF deltog i den første udgave af turneringen, hvilket resulterede i 16 hold. Den samlede præmiesum var på 365.000 kroner, som er fordelt på henholdsvis 150.000 kroner til vinderne og den resterende præmiesum fordelt ud på de syv finalister.

### 1. sæson
Turneringens første sæson havde første runde den 5. november 2018 og blev spillet henover de efterfølgende syv uger. Finalen blev den 17. december 2018 vundet af Brøndby IF over Vejle Boldklub med 2-1. Den blev overværet af 3.000 tilskuere i Forum København.
Første sæson havde Signe Amtoft som vært, mens kampene blev kommenteret af Jacob Nørmark Hansen og Jesper Simo. Simon Egeskov var livereporter og Simon Juul Mortensen blev benyttet som ekspert i studiet. Turneringens største kampe blev sendt på Canal 9, mens de resterende kampe kunne ses på streamingtjenesten Dplay. 

## Format
Alle hold stiller til hver runde med to spillere samt en træner, hvoraf den ene skal være på en professionel kontrakt. I ligaen er der 16 hold, hvor hvert hold spiller ude og hjemme. En samlet vinder for hver dobbeltkamp findes med reglen om udebanemål. Der er 15 runder i grundspillet, således alle møder alle.
Efter et grundspil på 15 runder bliver de lavest placerede otte hold sorteret fra, mens de otte bedste hold kvalificeres til playoffs. Her spilles kvartfinaler og semifinale, inden en endelig vinder findes i finalen. Finalen adskiller sig ved at være bedst ud af tre, og reglen om udebanemål er ikke gældende her, idet kampene hver især skal afgøres.

## Resultater
| Resultater i eSuperliga | Resultater i eSuperliga | Resultater i eSuperliga | Resultater i eSuperliga | Resultater i eSuperliga | Resultater i eSuperliga |
| Sæson                   | Antal hold              | Spil                    | Guld                    | Sølv                    | Ref.                    |
| ----------------------- | ----------------------- | ----------------------- | ----------------------- | ----------------------- | ----------------------- |
| 7                       | 16                      | FIFA 22                 | Randers FC              | Vejle Boldklub          |                         |
| 6                       | 15                      | FIFA 21                 | Hobro IK                | Brøndby IF              |                         |
| 5                       | 15                      | FIFA 21                 | F.C. København          | Lyngby Boldklub         | [ 6 ]                   |
| 4                       | 15                      | FIFA 20                 | Vejle Boldklub          | OB Esport               | [ 7 ]                   |
| 3                       | 15                      | FIFA 20                 | AC Horsens              | F.C. København          | [ 8 ]                   |
| 2                       | 16                      | FIFA 19                 | F.C. København          | Brøndby IF              | [ 9 ]                   |
| 1                       | 16                      | FIFA 19                 | Brøndby IF              | Vejle Boldklub          | [ 10 ]                  |